# Districte de Chalon-sur-Saône
El Districte de Chalon-sur-Saône és un dels cinc districtes del departament francès de Saona i Loira, a la regió de Borgonya-Franc Comtat. Té 15 cantons i 151 municipis. El cap del districte és la sotsprefectura de Chalon-sur-Saône. Te una extensió de 1.484 Km2 i una població de 155.349 habitants segons cens de 2022.

## Cantons
cantó de Buxy - cantó de Chagny - cantó de Chalon-sur-Saône-Centre - cantó de Chalon-sur-Saône-Nord - cantó de Chalon-sur-Saône-Oest - cantó de Chalon-sur-Saône-Sud - cantó de Givry - cantó de Mont-Saint-Vincent - cantó de Montceau-les-Mines-Nord - cantó de Montceau-les-Mines-Sud - cantó de Montchanin - cantó de Saint-Germain-du-Plain - cantó de Saint-Martin-en-Bresse - cantó de Sennecey-le-Grand - cantó de Verdun-sur-le-Doubs